# Citroën Jumpy
Le Citroën Jumpy est un véhicule utilitaire léger de taille plutôt moyenne (4,50 m environ de longueur hors tout). Ce véhicule est produit depuis 1995 en trois générations, dans l'usine SEVEL nord constituée par Sevel, une société conjointe PSA-Fiat. Il s'agit d'une déclinaison des Peugeot Expert et Fiat Scudo.
La troisième génération est présentée en 2016 et déclinée dans une version destinée au transport de personnes, nommée Citroën SpaceTourer.

## Jumpy I (1995-2006)

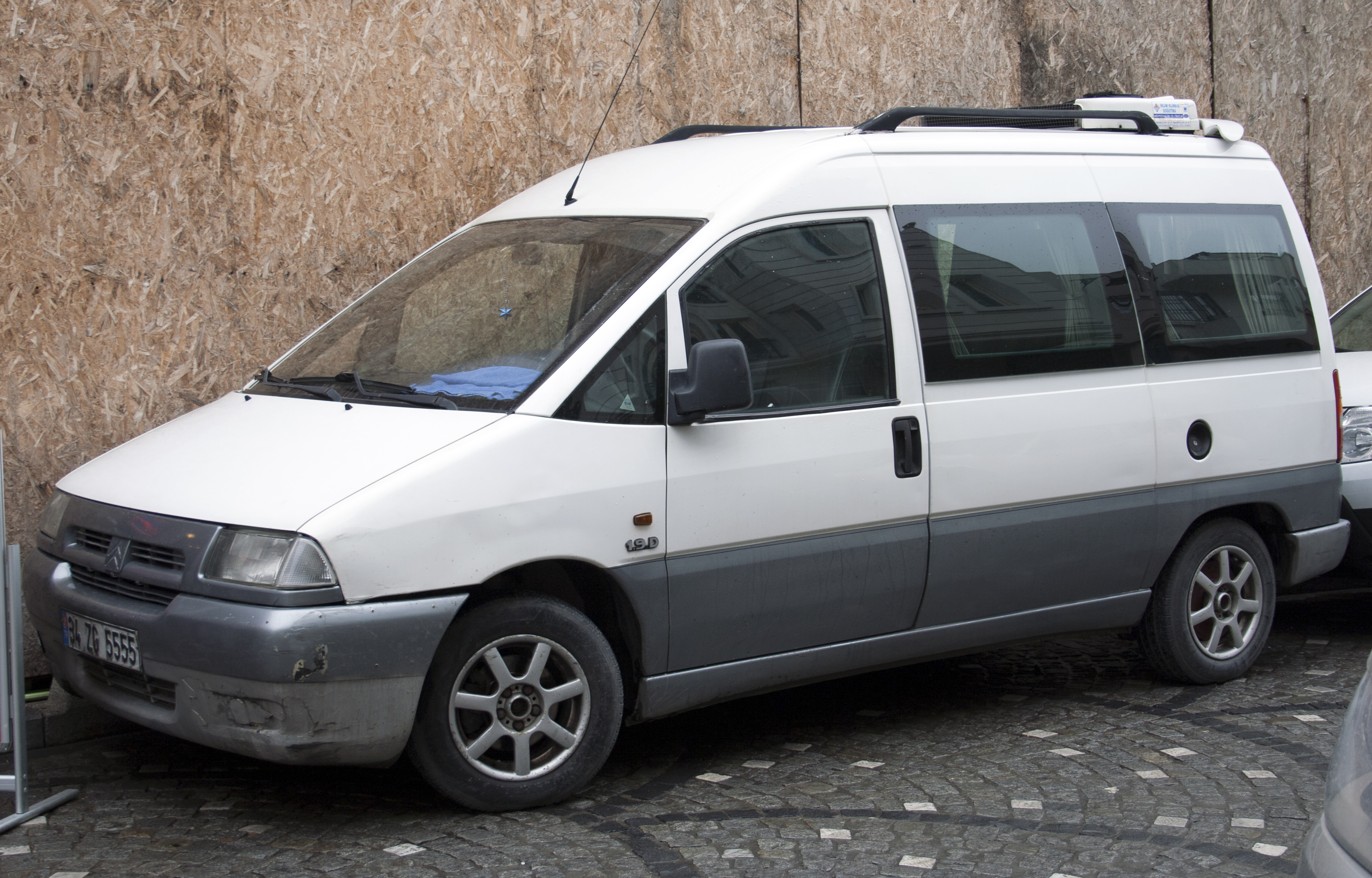
Citroën Jumpy I

## Jumpy II (2007-2016)

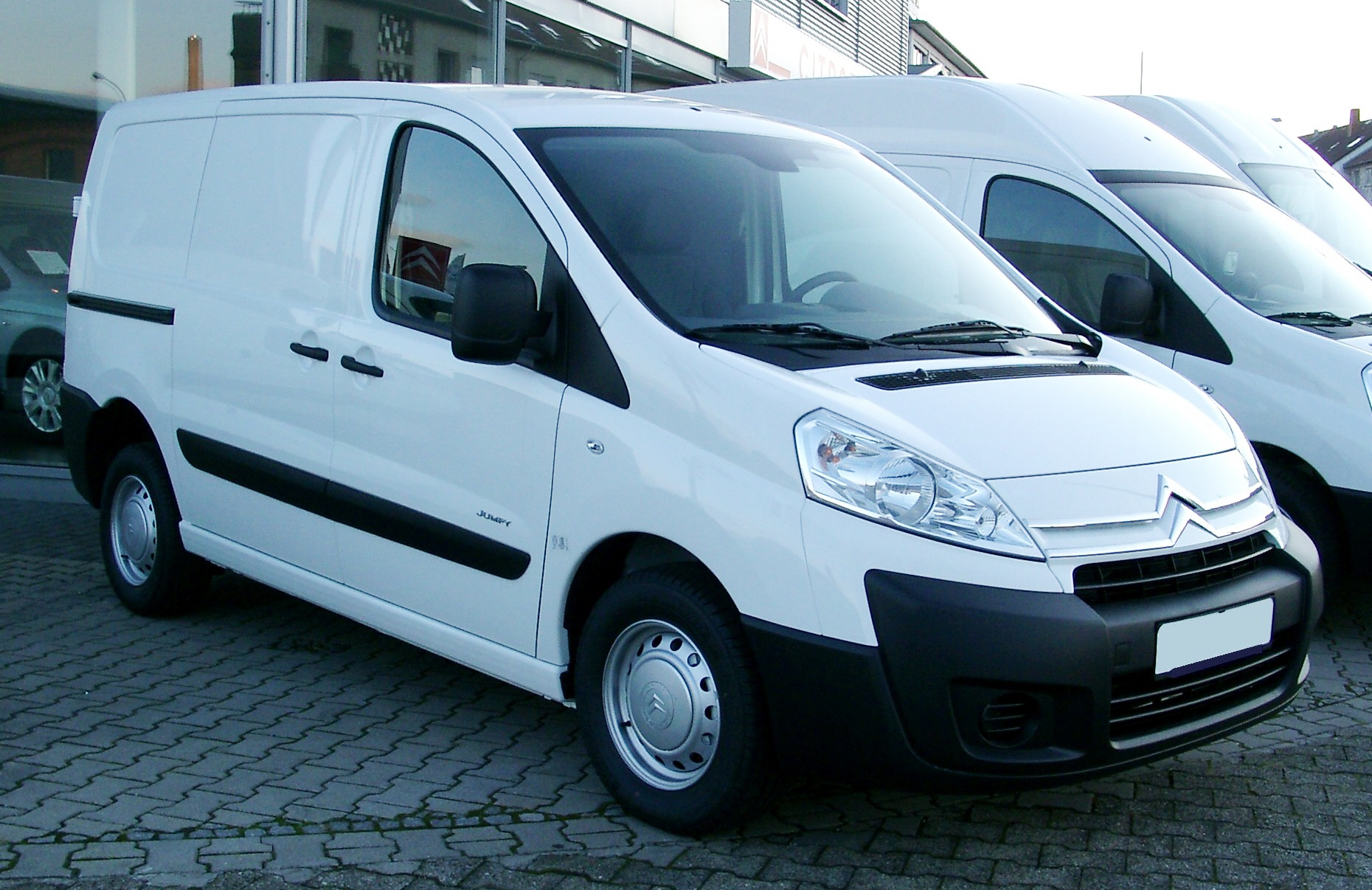
Citroën Jumpy II

## Jumpy III (2016-)

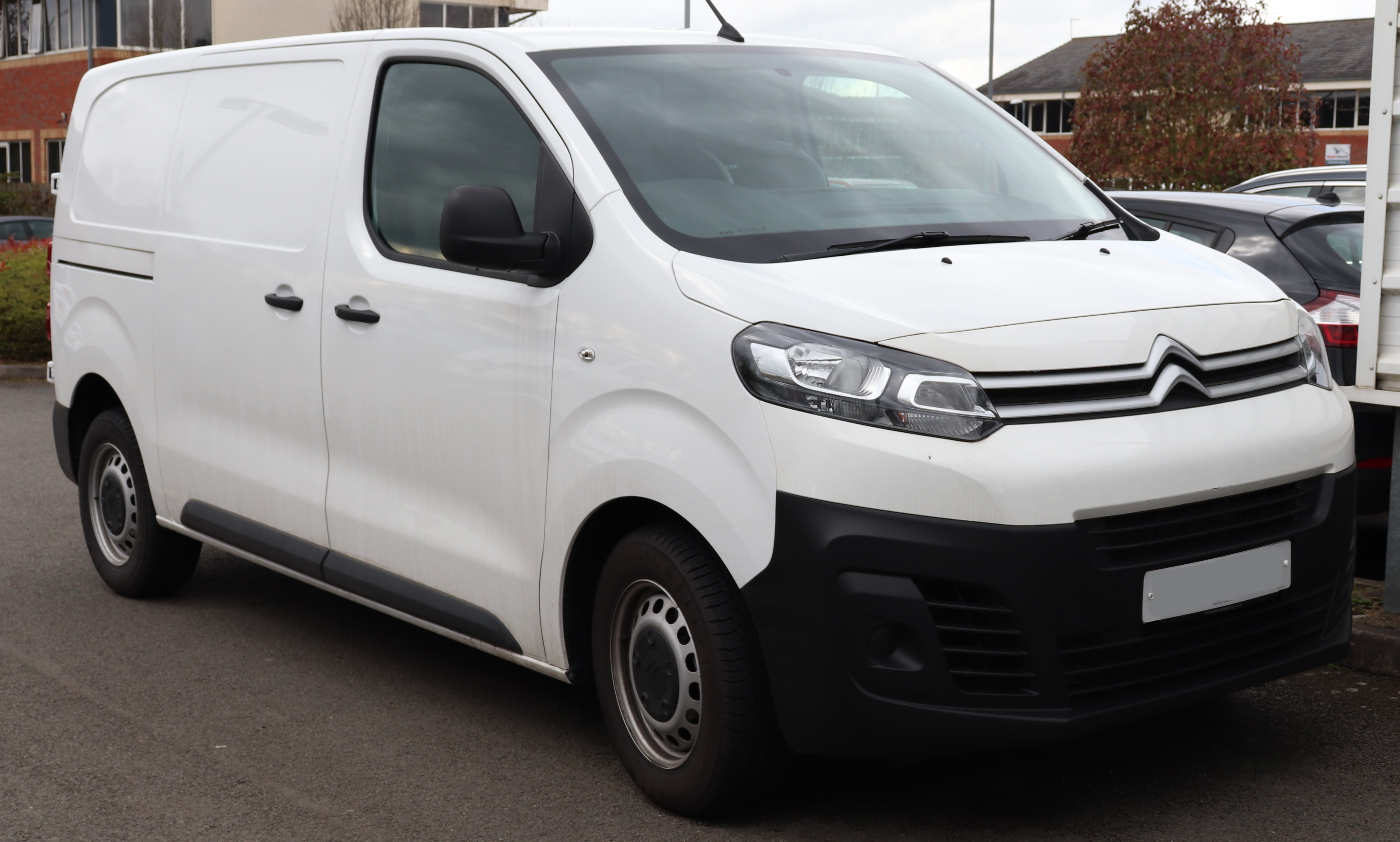
Citroën Jumpy III